# The Ownerz
The Ownerz to szósty studyjny album hip-hopowej grupy Gang Starr.

## Lista utworów
1. „Intro (HQ, Goo, Panch)” – 0:46
2. „Put Up Or Shut Up” (gościnnie: Krumbsnatcha) – 3:15
3. „Werdz From The Ghetto Child” (gościnnie: Smiley) – 1:09
4. „Sabotage” – 2:22
5. „Rite Where U Stand” (gościnnie: Jadakiss) – 3:37
6. „Skills” – 3:17
7. „Deadly Habitz” – 4:12
8. „Nice Girl, Wrong Place” (gościnnie: Boy Big) – 3:32
9. „Peace Of Mine” – 3:01
10. „Who Got Gunz” (gościnnie: Fat Joe i M.O.P.) – 3:36
11. „Capture (Militia Pt. 3)” (gościnnie: Big Shug i Freddie Foxxx) – 3:23
12. „PLAYTAWIN” – 3:11
13. „Riot Akt” – 4:04
14. „(Hiney)” – 1:31
15. „Same Team, No Games” (gościnnie: NYG'z i H. Stax) – 3:44
16. „In This Life...” (gościnnie: Snoop Dogg i Uncle Reo) – 3:03
17. „The Ownerz” – 2:57
18. „Zonin'” – 2:54
19. „Eulogy” – 2:54
  - Bonus: „Natural” – 2:47

## Sample
Rite Where U Stand
- „Gonna Keep Tryin’ Till I Win Your Love” The Temptations

Skills
- „Rapper Dapper Snapper” Edwin Birdsong
- „Shadows” Mysterious Flying Orchestra
- „Rappers R. N. Dainja” KRS-ONE

Nice Girl, Wrong Place
- „Kung Fu” Curtis Mayfield

Peace Of Mine
- „Boom” Royce da 5’9”

Who Got Gunz
- „Part II” Method Man i Redman

Zonin'
- „Mass Appeal” Gang Starr (głos: Guru)
- „Life is What You Make It” Nas i DMX

In This Life
"Distant Thoughts” Hiroshima